# Bataille de Taginae
 (février 2013).
Guerre des Goths (535-553)
Batailles
- Palerme (535)
- Naples (536)
- Rome (537-538)
- Vérone (541)
- Faventia (542)
- Mucellium (542)
- Naples (542-543)
- Rome (546)
- Rome (549-550)
- Sena Gallica (551)
- Taginae (552)
- Vésuve (552)
- Volturno (554)

La bataille de Taginae se déroula en juillet 552 près de Gualdo Tadino. Les forces de l'empire byzantin, commandées par Narsès, y furent victorieuses des Ostrogoths, ouvrant la voie à une reconquête romaine de la péninsule italienne.
Pendant plusieurs années, Justinien a essayé de soumettre les Ostrogoths lors de plusieurs campagnes en Italie. Malgré plusieurs victoires, à chaque fois, les Goths se sont ressaisis. Justinien décide donc en 550 de lever une armée de 22 000 hommes sous le commandement du général Narsès. Après 2 ans de préparation, cette armée gagne Ravenne, restée romaine, et se dirige vers Rome.

## Bataille
Près du village de Taginae, Narsès rencontre l'armée ostrogothe, commandée par le roi Totila, qui s'est avancée à sa rencontre. Se trouvant en infériorité numérique, Totila demande à négocier alors même qu'il prépare une attaque surprise mais Narsès n'est pas dupe de ce stratagème. Il déploie son armée dans une formation très défensive, massant au centre l'infanterie de ses alliés germaniques (Lombards et Hérules) au sein d'une dense phalange, et plaçant les troupes byzantines de chaque côté. Sur chaque aile, il place également 4 000 archers à pied. 
Totila tente initialement de contourner son adversaire en s'emparant d'une petite colline, qui domine la seule route à l'arrière des lignes de Narsès, sur la gauche des byzantins, mais une petite troupe byzantine déployée dans une formation compacte en bouclier arrive à repousser les attaques successives de la cavalerie ostrogothe. Attendant 2 000 hommes envoyés en renfort par Teias, Totila utilise divers expédients pour différer la bataille, incluant des offres de négociation et des duels singuliers. 
Les troupes de Teias finissent par arriver et Totila rompt alors sa formation, sous le prétexte d'aller déjeuner. Narsès, suspectant une nouvelle ruse, permet à ses troupes de se rafraîchir mais sans qu'elles quittent leurs positions. Totila, espérant prendre l'ennemi par surprise, lance alors un assaut à grande échelle contre le centre de l'armée byzantine, cherchant probablement à en finir le plus tôt possible afin d'éviter au maximum le tir des redoutables archers byzantins. Cependant, Narsès s'était préparé à une telle manœuvre et ordonne à ses lignes d'archers massées sur les flancs de s'incliner vers le centre, donnant à sa ligne de bataille une forme en croissant. Prise dans un tir en enfilade des deux côtés, la cavalerie ostrogothe subit de lourdes pertes et échoue dans son attaque. Narsès donne alors l'ordre d'avancer et les Ostrogoths se débandent, Totila étant tué au cours de cette déroute. 
Cette victoire permit à Narsès de prendre Rome sans rencontrer de sérieuse résistance. Les Ostrogoths se regroupent sous les ordres de Teias, le successeur de Totila, mais sont à nouveau battus au Mont Lactarius, défaite qui marque la fin du royaume Ostrogoth d'Italie.

## Sources
- (en) Cet article est partiellement ou en totalité issu de l’article de Wikipédia en anglais intitulé « Battle of Taginae » (voir la liste des auteurs).